# Viva Max!
Viva Max! ist eine US-amerikanische Filmkomödie des Regisseurs Jerry Paris aus dem Jahr 1969. Er basiert auf dem Roman Viva Max! von James Lehrer, den dieser 1966 veröffentlicht hatte.

## Handlung
Eine Gruppe mexikanischer Söldner marschiert unter Führung von General Maximilian, der seiner Freundin beweisen will, was für ein toller Kerl er ist, auf Autobahnen und Fernstraßen auf das Fort Alamo zu, um es zu erobern. Die Touristen halten den Vorgang für eine Show, die Behörden sind verwirrt und die US-Armee versucht das Ganze unter Einsatz aller verfügbaren Technik zu verhindern.

## Kritiken
„Parodie auf romantisierende Heldenabenteuer mit satirischen Spitzen gegen amerikanische Eigenheiten. Eine witzige und geistreiche, erst gegen Schluß ein wenig schleppende Unterhaltung.“

„Eine herrliche, intelligente Satire über Militär, Krieg und Heldentum.“

## Sonstiges
Der Film erzeugte teilweise heftige Reaktionen patriotischer Amerikaner, die bereit waren, gegen die Dreharbeiten des Films auch mit Waffengewalt vorzugehen.